# 勒斯克埃茨鄉
44°35′31″N 25°16′11″E / 44.59194°N 25.26972°E
勒斯克埃茨鄉（羅馬尼亞語：Comuna Răscăeți, Dâmbovița），是羅馬尼亞的鄉份，位於該國南部，由登博維察縣負責管轄，面積35平方公里，海拔高度181米，2007年人口2,322，人口密度每平方公里67人。